# Секст Карминий Вет (консул-суффект 83 года)
Секст Карминий Вет (лат. Sextus Carminius Vetus) — римский политический деятель второй половины I века.
Его отцом был консул-суффект 51 года Луций Кальвенций Вет Карминий, а братом — консул-суффект 81 года Луций Карминий Лузитаник. В 83 году Вет занимал должность консула-суффекта. С 96/97 по 97/98 год он находился на посту проконсула провинции Азия.
Его сыном был консул 116 года Секст Карминий Вет.